# Suite ancienne
Suite ancienne is een compositie van de Noorse componist Johan Halvorsen. De muziek draagt het opusnummer 31 binnen Halvorsens oeuvre. De muziek bestaat uit een suite die Halvorsen componeerde ter omlijsting van de uitvoeringen van het avondvullende toneelstuk Barselstuen van Ludvig Holberg. De uitvoeringen van het toneelstuk en dus ook de muziek vonden plaats in het Nationaltheatret te Oslo. De titel verwijst naar de stukken, die zijn geschreven in de oude (ancienne) stijl. De muziek doet daarom denken aan muziek van bijvoorbeeld Joseph Haydn of aan de Eerste symfonie van Sergej Prokofjev. Uiteraard ontbrak een stuk  met grote gelijkenis met de muziek van Edvard Grieg niet (Sarabande).
De suite bestaat uit vijf delen:
1. Intrata (allegretto moderato)
2. Air con variazioni (andantino)
  1. Moderato
  2. Allegro con brio
  3. Allegro commodo
  4. Stesso tempo
  5. Andante
  6. Allegro moderato (tempo di Rigadon)
  7. Allegro marciale – andantine sostenuto
3. Gigue (allegro – allegro molto)
4. Sarabande (andante sostenuto)
5. Bourrée (allegro con spirito)

Halvorsen schreef Suite ancienne voor
- 1 piccolo, 1 dwarsfluit, 2 hobo's, 2 klarinetten,  2 fagotten
- 2 hoorns, 2 trompetten
- pauken
- violen, altviolen, celli, contrabassen

## Discografie
- Uitgave Chandos: Neeme Järvi met het Bergen filharmonsike orkester
- Uitgave Naxos: (Alleen de Intrata) : Bjaerte Engeset met het IJslands Symfonie Orkest
- Uitgave: Noorse Cultuurraad: Ari Rasilainen: Orkest van de Noorse Omroep